# فستوكة فقيرة
الفستوكة الفقيرة (باللاتينية: Festuca indigesta) نوع نباتي يتبع جنس الفستوكة من الفصيلة النجيلية.

## الموئل والانتشار
ينتشر النبات في المغرب العربي وألمانيا وفرنسا وإسبانيا.

## الوصف النباتي
النبات عشبي معمر.

## مرادفات للاسم العلمي
- (باللاتينية: Festuca ovina subsp. indigesta (Boiss.) Hack.)
- (باللاتينية: Festuca ovina var. indigesta (Boiss.) St.-Yves)